# Saint-Martin-le-Châtel
Pour les articles homonymes, voir Saint-Martin et Chatel.
Saint-Martin-le-Châtel est une commune française située dans le département de l'Ain, en région Auvergne-Rhône-Alpes.
Ses habitants se nomment les Castelmartinois.

## Géographie
Saint-Martin-le-Châtel fait partie de la Bresse.

### Hydrographie
La commune de Saint-Martin-le-Châtel est entièrement placée sur le bassin hydrographique du Reyssouzet.
Ayant pris sa source sur la commune de Polliat, le Reyssouzet entre à Saint-Martin-le-Châtel par le sud sous le nom de Bief de l'étang Machard. Les principaux affluents sur la commune sont, sur sa droite, le Bief de Charluat, le Bief de l'étang Dubois, le Bief de la Clef et le Bief de l'étang Cordier, et sur sa gauche, le Bief de l'étang Poincet, le Bief de l'étang Samyon, le Bief de l'étang des Gouttes et le Bief de l'étang de Fenille. Il sort de la commune à proximité du pont du Temple sur la commune de Montrevel-en-Bresse. Le pont de Curlin est indiqué sur la carte Cassini. Un moulin dit « moulin de Servette » a fonctionné jusque dans les années 1940.
Le Reyssouzet a donné son nom à la commune lors de la période révolutionnaire.

### Climat
Pour des articles plus généraux, voir Climat d'Auvergne-Rhône-Alpes et Climat de l'Ain.
En 2010, le climat de la commune est de type climat océanique dégradé des plaines du Centre et du Nord, selon une étude du CNRS s'appuyant sur une série de données couvrant la période 1971-2000. En 2020, Météo-France publie une typologie des climats de la France métropolitaine dans laquelle la commune est exposée à un climat semi-continental et est dans la région climatique Bourgogne, vallée de la Saône, caractérisée par un bon ensoleillement (1 900 h/an), un été chaud (18,5 °C), un air sec au printemps et en été et des vents faibles.
Pour la période 1971-2000, la température annuelle moyenne est de 11,5 °C, avec une amplitude thermique annuelle de 18 °C. Le cumul annuel moyen de précipitations est de 1 014 mm, avec 11,5 jours de précipitations en janvier et 7,5 jours en juillet. Pour la période 1991-2020, la température moyenne annuelle observée sur la station météorologique de Météo-France la plus proche, « Ceyzériat_sapc », sur la commune de Ceyzériat à 20 km à vol d'oiseau, est de 11,7 °C et le cumul annuel moyen de précipitations est de 1 032,6 mm,. Pour l'avenir, les paramètres climatiques de la commune estimés pour 2050 selon différents scénarios d'émission de gaz à effet de serre sont consultables sur un site dédié publié par Météo-France en novembre 2022.

## Urbanisme

### Typologie
Au 1er janvier 2024, Saint-Martin-le-Châtel est catégorisée commune rurale à habitat dispersé, selon la nouvelle grille communale de densité à 7 niveaux définie par l'Insee en 2022.
Elle est située hors unité urbaine. Par ailleurs la commune fait partie de l'aire d'attraction de Bourg-en-Bresse, dont elle est une commune de la couronne,. Cette aire, qui regroupe 80 communes, est catégorisée dans les aires de 50 000 à moins de 200 000 habitants,.

### Occupation des sols
L'occupation des sols de la commune, telle qu'elle ressort de la base de données européenne d’occupation biophysique des sols Corine Land Cover (CLC), est marquée par l'importance des territoires agricoles (92,4 % en 2018), une proportion sensiblement équivalente à celle de 1990 (92,9 %). La répartition détaillée en 2018 est la suivante : 
zones agricoles hétérogènes (56,7 %), prairies (28,7 %), terres arables (7,1 %), zones urbanisées (4,5 %), forêts (3 %).
L'évolution de l’occupation des sols de la commune et de ses infrastructures peut être observée sur les différentes représentations cartographiques du territoire : la carte de Cassini (XVIIIe siècle), la carte d'état-major (1820-1866) et les cartes ou photos aériennes de l'IGN pour la période actuelle (1950 à aujourd'hui).

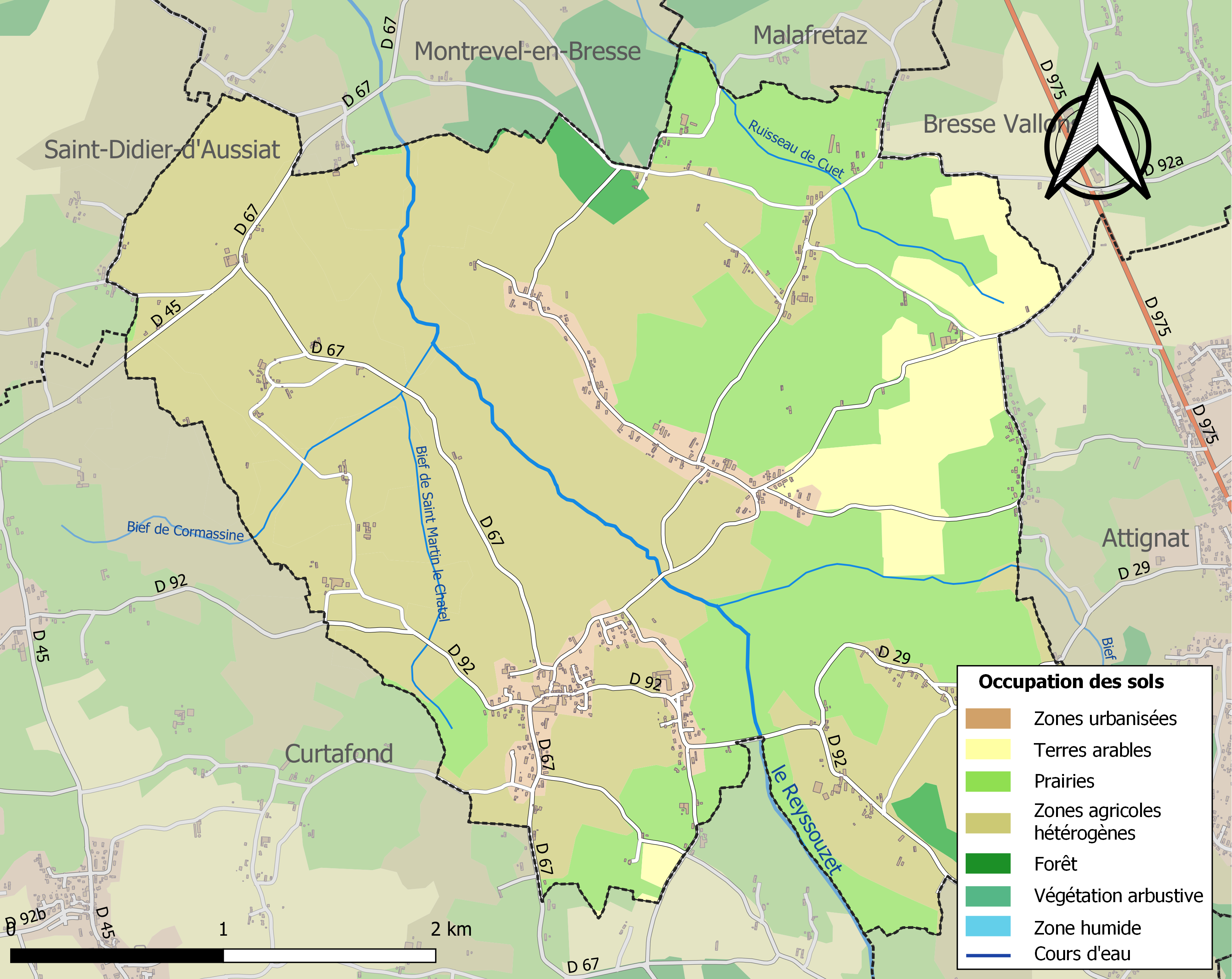
Carte des infrastructures et de l'occupation des sols de la commune en 2018 (CLC).

## Histoire
Avant la Révolution, la commune s'appelait "Saint-Martin-le-Chastel".
Grâce à Françoise de La Baume, dame de compagnie de Catherine de Médicis, le comté de Saint-Martin-le-Chastel est élevé au rang de marquisat le 10 août 1584.
Le marquisat de Saint-Martin était considérablement grand et important avant la Révolution française. Il appartenait à la puissante famille de La Baume de Montrevel. Lorsque les enfants de Claude-François de La Baume-Montrevel se marièrent ils fondèrent chacun une nouvelle branche de la maison de La Baume-Montrevel. L'ainé, Ferdinand (1603-1678), reçut le marquisat de Montrevel et son frère Charles-François (né en 1611) le marquisat de Saint-Martin-le-Châtel. Comme les deux frères portaient le même nom, on surnomma le cadet « de La Baume Saint-Martin » ou également « marquis de Saint-Martin ». Le marquisat resta dans cette branche de la famille jusqu'à la Révolution. En 1754, c'est la marquise de Ligniville, née Jeanne-Marguerite de La Baume-Montrevel (1728-1808), qui le reçut en héritage de son frère qui venait de mourir sans alliance.

## Politique et administration

### Découpage territorial
La commune de Saint-Martin-le-Châtel est membre de la communauté d'agglomération du Bassin de Bourg-en-Bresse, un établissement public de coopération intercommunale (EPCI) à fiscalité propre créé le 1er janvier 2017 dont le siège est à Bourg-en-Bresse. Ce dernier est par ailleurs membre d'autres groupements intercommunaux.
Sur le plan administratif, elle est rattachée à l'arrondissement de Bourg-en-Bresse, au département de l'Ain et à la région Auvergne-Rhône-Alpes. Sur le plan électoral, elle dépend du  canton d'Attignat pour l'élection des conseillers départementaux, depuis le redécoupage cantonal de 2014 entré en vigueur en 2015, et de la première circonscription de l'Ain  pour les élections législatives, depuis le dernier découpage électoral de 2010.

### Administration municipale
| Période                                            | Période                                 | Identité                | Étiquette | Qualité       |
| -------------------------------------------------- | --------------------------------------- | ----------------------- | --------- | ------------- |
| nommé le 31 Octobre 1794                           |                                         | Claude Guerry           |           |               |
| 1800                                               | cité jusqu'en 1806                      | Denis Rigaud            |           |               |
| cité de 1809                                       | à 1817                                  | Jean Bernoud            |           |               |
| 1817                                               | Octobre 1830                            | Moine                   |           |               |
| nommé d'Octobre 1830                               | à 1838                                  | Jean Benoît Bernoud     |           |               |
| nommé de 1838                                      | à 1840                                  | Genton                  |           |               |
| nommé de 1840                                      | à 1844                                  | Jean Benoît Bernoud     |           |               |
| nommé de 1844                                      | à 1846                                  | Olivier                 |           |               |
| nommé de 1846                                      | à 1848                                  | Jean Dubois             |           |               |
| Élu en 1848 puis nommé le 17 Juillet 1852          | 10 Juin 1855                            | Pierre Chanel           |           |               |
| nommé le 10 Juin 1855                              | 17 Juin 1857                            | Louis Genton            |           |               |
| nommé le 17 Juin 1857                              | Mai 1871                                | Paul Reverchon          |           |               |
| Mai 1871                                           | 10 Février 1874                         | Pierre Dugat            |           |               |
| nommé le 10 Février 1874                           | 12 Octobre 1876                         | André Marie Sydenier    |           |               |
| 12 Octobre 1876                                    | 23 Janvier 1881                         | Pierre Dugat            |           |               |
| 23 Janvier 1881                                    | Mai 1884                                | André Marie Sydenier    |           |               |
| Mai 1884                                           | Mai 1900                                | Claude Laurent Charvet  |           |               |
| Mai 1900                                           | Décembre 1919                           | Pierre Marie Bessonnard |           |               |
| Décembre 1919                                      | 26 Septembre 1944                       | Prosper Blanc           | Rad. ind. | Député        |
| nommé le 26 Septembre 1944                         | Mai 1945                                | Joanny Turchet          |           |               |
| mai 1945                                           | Mars 1977 (remplacé en cours de mandat) | Clément Diot            |           |               |
| mars 1971 (élu maire au cours du mandat précédent) | Mars 1983                               | René Veuillet           |           |               |
| mars 1983                                          | Mars 1989                               | Hippolyte Curial        |           |               |
| mars 1989                                          | Mars 2008                               | Jean-Pierre Jenton      |           |               |
| Mars 2008                                          | mars 2014                               | Dominique Liébaud       |           |               |
| Mars 2014                                          | 2020                                    | Jean-Luc Jacquet        |           |               |
| 2020                                               | En cours                                | Sandrine Dubois         | SE        | Fonctionnaire |

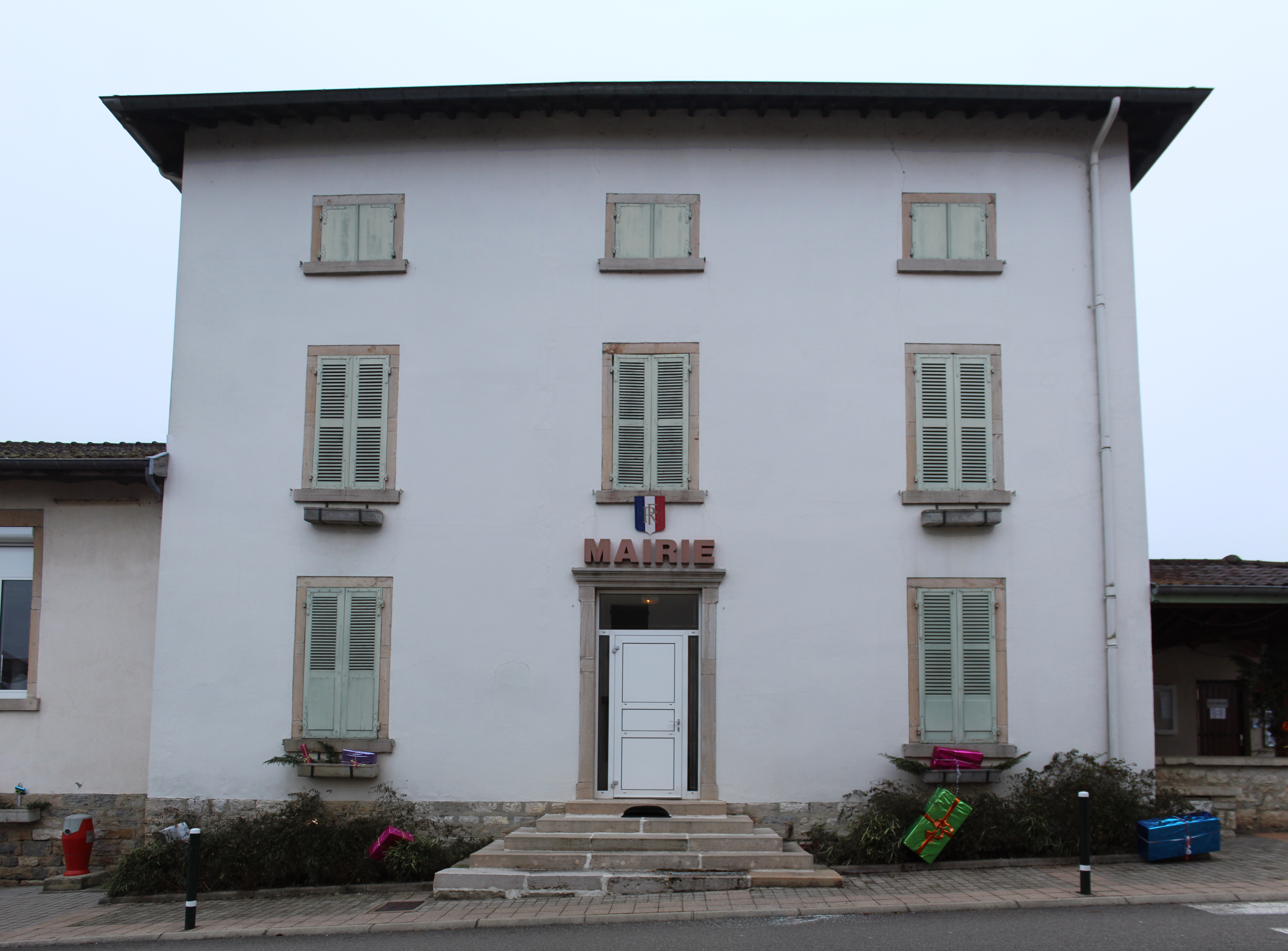
Mairie.

Source : Dominique Saint-Pierre "Dictionnaire des hommes et des femmes politiques de l'Ain de 1789 à 2003" M&G Editions (2003)  (ISBN 2-910267-59-8)

## Démographie
L'évolution du nombre d'habitants est connue à travers les recensements de la population effectués dans la commune depuis 1793. Pour les communes de moins de 10 000 habitants, une enquête de recensement portant sur toute la population est réalisée tous les cinq ans, les populations de référence des années intermédiaires étant quant à elles estimées par interpolation ou extrapolation. Pour la commune, le premier recensement exhaustif entrant dans le cadre du nouveau dispositif a été réalisé en 2004.

En 2022, la commune comptait 784 habitants, en évolution de −0,76 % par rapport à 2016 (Ain : +5,15 %, France hors Mayotte : +2,11 %).
| 1793 | 1800 | 1806 | 1821 | 1831 | 1836 | 1841 | 1846 | 1851 |
| ---- | ---- | ---- | ---- | ---- | ---- | ---- | ---- | ---- |
| 788  | 853  | 813  | 906  | 867  | 862  | 906  | 953  | 963  |

| 1856 | 1861 | 1866 | 1872 | 1876 | 1881 | 1886 | 1891 | 1896 |
| ---- | ---- | ---- | ---- | ---- | ---- | ---- | ---- | ---- |
| 872  | 884  | 918  | 908  | 918  | 902  | 882  | 871  | 835  |

| 1901 | 1906 | 1911 | 1921 | 1926 | 1931 | 1936 | 1946 | 1954 |
| ---- | ---- | ---- | ---- | ---- | ---- | ---- | ---- | ---- |
| 824  | 790  | 793  | 665  | 691  | 664  | 645  | 634  | 614  |

| 1962 | 1968 | 1975 | 1982 | 1990 | 1999 | 2004 | 2006 | 2009 |
| ---- | ---- | ---- | ---- | ---- | ---- | ---- | ---- | ---- |
| 603  | 561  | 498  | 519  | 555  | 652  | 735  | 767  | 778  |

| 2014 | 2019 | 2022 | - | - | - | - | - | - |
| ---- | ---- | ---- | - | - | - | - | - | - |
| 804  | 782  | 784  | - | - | - | - | - | - |

## Culture locale et patrimoine

### Lieux et monuments
- La Poype du Temple :  Située à l'extrême nord de la commune de Saint-Martin-le-Châtel, au lieu-dit le Temple, la poype couvre une aire d'environ 10 m sur 6 m et a une hauteur d'environ 2 m. En 1840, la hauteur était du double[19].
- Le monument aux morts : Le monument aux morts de Saint-Martin-le-Châtel, situé place de l'église, représente sur une stèle un poilu à pied en tenue 1915 "bleue horizon" avec manteau, bandes molletières, casque acier "Adrian", havresac et musette, et tenant son fusil Lebel avec baïonnette au canon. La sculpture est l'œuvre de M. Mouillet, sculpteur à Lyon. Le monument a été inauguré le 3 juillet 1921. La stèle porte le nom des 46 Castelmartinois tombés au Champ d'Honneur. Ont été rajoutés les noms des castelmartinois tombés durant les guerres de 1870-1871, 1939-1945 et 1954-1962[20].
- Maison templière de Saint-Martin-le-Châtel  : Membre de la commanderie de l'Aumusse, le domaine templier de Saint-Martin-le-Châtel regroupait de nombreux biens à Saint-Martin-le-Châtel, notamment à Balmont, Confranchesse, Corvengel, Curlin, Fenille, La Chapelle, mais également dans les villages voisins tels Cuet (La Bouchardière, La Potière, Le Temple), Curtafond (à Cormassime, Planchemel, Servignat), Saint-Didier-d'Aussiat (Clermont, Les Bruelles), Marsonnas, Polliat .... La maison du Temple de Saint-Martin-le-Châtel ne consistait qu'en un grand domaine[21].
- Château de Fenille : Manoir de la famille Varennes de Fenille, situé au hameau de Fenille, détruit en 1922. Il ne reste que les dépendances (domaine privé).
- Église Saint-Martin de Saint-Martin-le-Châtel.

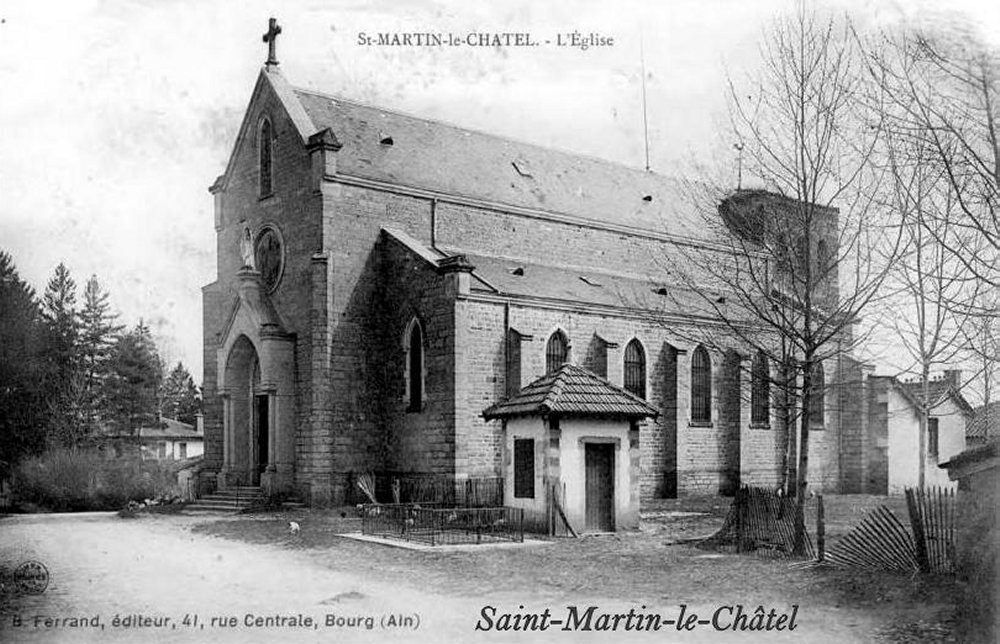
Église vers 1920.
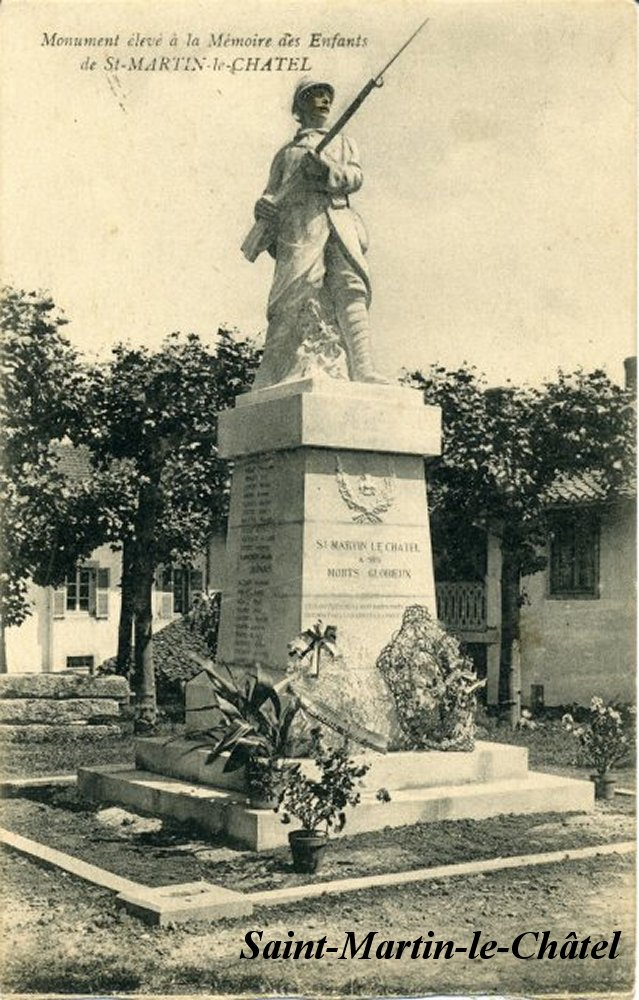
Monument aux morts.
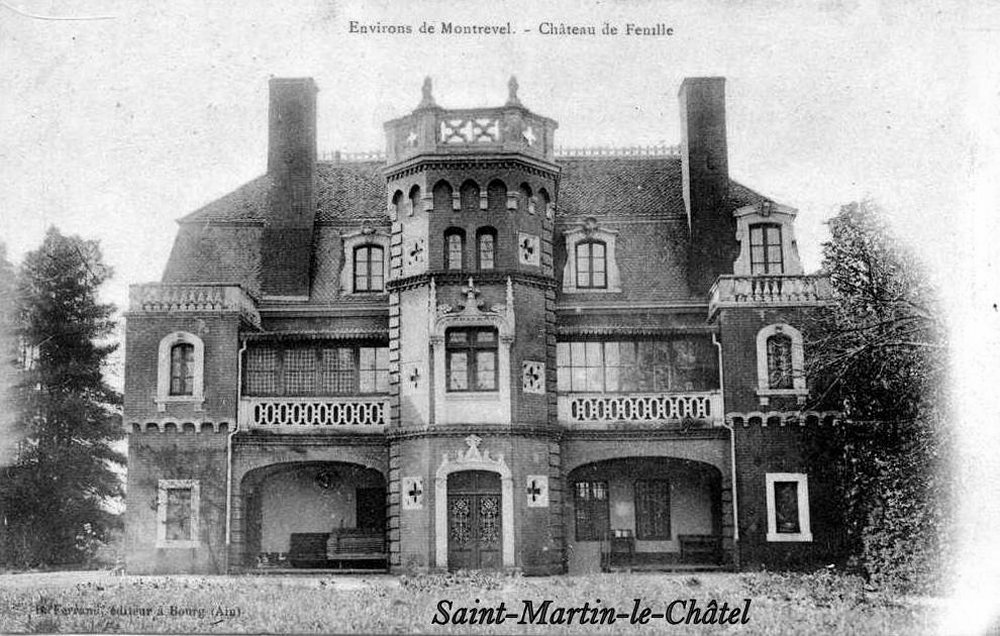
Château de Fenille - façade principale.
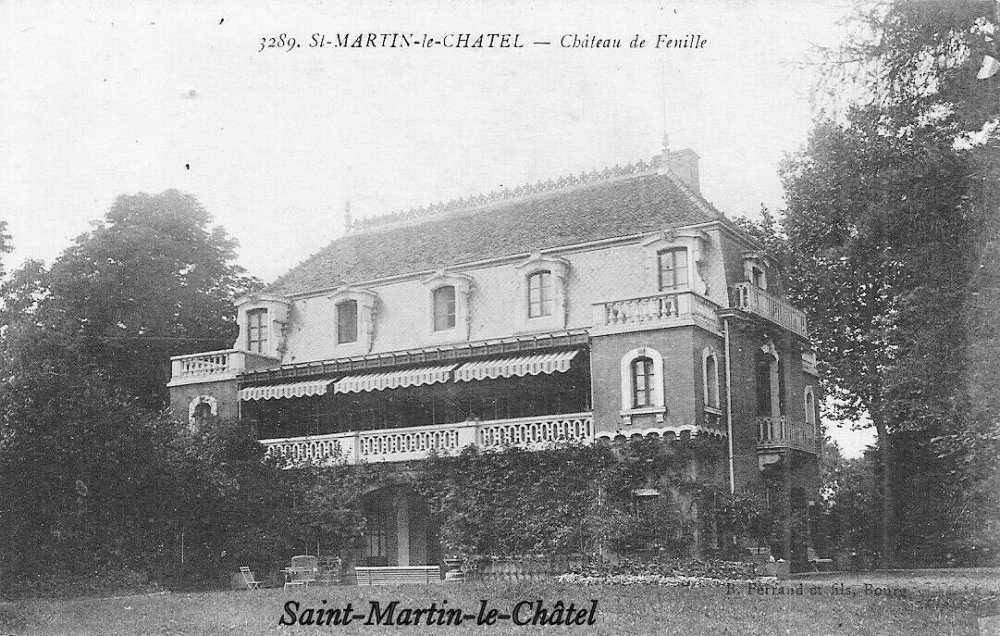
Château de Fenille - façade arrière.

### Espaces verts et fleurissement
En 2014, la commune de Saint-Martin-le-Châtel bénéficie du label « ville fleurie » avec « 1 fleur » attribuée par le Conseil national des villes et villages fleuris de France au concours des villes et villages fleuris.

### Personnalités liées à la commune
- Famille de La Baume de Montrevel
- Françoise de La Baume, créée marquise de Saint-Martin-le-Châtel, dame de compagnie de Catherine de Médicis
- Philibert-Charles-Marie Varenne de Fenille (1730-1794), agronome, propriétaire du domaine de Fenille.
- Jean-Charles-Bénigne de Varenne de Fenille (1780-1848), fils du précédent
- Prosper Blanc (1873-1949), homme politique, né à Saint-Martin-le-Châtel au hameau de Balmont.